# 175548 Sudzius
175548 Sudzius è un asteroide della fascia principale. Scoperto nel 2006, presenta un'orbita caratterizzata da un semiasse maggiore pari a 2,6455373 UA e da un'eccentricità di 0,0708746, inclinata di 1,28580° rispetto all'eclittica.